# Gryon tropicale
Gryon tropicale är en stekelart som beskrevs av Virgilio Caleca 1990. Gryon tropicale ingår i släktet Gryon och familjen Scelionidae. Inga underarter finns listade i Catalogue of Life.